# الكريمات (أطفيح)
قرية الكريمات هي إحدى القرى التابعة لمركز أطفيح في محافظة الجيزة في جمهورية مصر العربية. حسب إحصاءات سنة 2006، بلغ إجمالي السكان في الكريمات 7600 نسمة، منهم 3925 رجل و3675 امرأة.
وبها محطة توليد كهرباء (محطة الكريمات)